# Camila Salazar
Camila Salazar est une actrice argentine née le 13 juillet 1991 à Buenos Aires.

## Biographie
Elle est la sœur de Luciana Salazar et est connue pour son rôle de Catherine dans la série De tout mon cœur.

## Filmographie
- 2003 : Rincón de Luz : Lucía
- 2004 : Los Machos de America
- 2005 : Floricienta : Micaela
- 2006 : Amo De casa : Laurita
- 2007-2008 :  De tout mon cœur : Catherine
- 2010 : Sueña conmigo (apparition)
- 2010-2011 : Nolitas : Giorgia